# 北山ヒロト
北山 ヒロト（きたやま ひろと）は、関西方面で活躍している司会者。奈良県出身。

## 現在出演中の番組

### ラジオ
- ならどっとFM
  - ひるラジ！サンデー（2012年4月 - 2015年3月、2016年4月 - ）
  - タイム784（木・金）
  - ひるラジ！784（金）
  - COUNTDOWN J-HITS TOP10
  - ミュージックアルバム
  - ミュージックDo!
  - MHR♪（2016年10月 - ）
  - 交通情報・奈良県からのお知らせ（火 - 金・日シフト）
  - フラッシュ784（火・木）
  - ならどっとFMインフォメーション（日）
  - 医療介護プロに聞く！
  - バサラ祭り特別番組（2013年 - ）
  - 年末スペシャル（2008年 - ）
  - たなかりてんの知人友人探訪inならどっとFM（2016年7月 - ）
  - 奈良マラソン ならどっとFMスペシャル
- FMなばり
  - サタデーGoing!!!（2015年10月 - ）
  - スクールオブジョイ（シフト） FMなばり[1]
- FMちゃお
  - 119番だより＆街角レポート
  - はっぴいくれよん（火、2015年7月 - ）[2]
  - まるごと!大阪☆春夏秋冬（土、2015年7月 - ）[3]
  - 情報スペース（不定期）

### CM
- ならどっとFM
  - 784プレス
  - ピアノテック
  - けいはんなヘルパーステーション
  - リスナーズクラブ
  - GPSシューズ
  - ならどっとFM ホームページ
- FMちゃお
  - 夕食宅配のホダカ
- FMなばり
  - 特殊詐欺被害防止キャンペーン

## 過去出演した番組

### テレビ
- BS吉テレ BS日テレ（2013年7月19日）[4]
- 大晦日特番（電話出演） solive24
- NHK奈良 ならナビ（2016年8月26日）

### ラジオ
- ならどっとFM
  - MOONLIGHT HOT 20（2008年4月 - 2012年3月）
  - サンデーカーニバル（ - 2012年9月30日）
  - ひるラジ784（金）（担当時期以前の代理）
  - 奈良県聞録（2013年2月22日）[5]
  - あなたのカクテル（2014年3月20日）[6]
  - 北山ヒロト、奈良マラソンへの道（ - 2013年）
  - NARA DREAM SONIC
  - 開局15周年記念特番「つながるラジオ」（2015年11月1日）
  - 特別番組「スマホ…インターネットに潜む危険」【第1回 大学生・社会人編】（2012年11月10日）
  - 特別番組「スマホ…インターネットに潜む危険」【第2回 中学生・高校生編】（2012年11月11日）
- FMなばり
  - なるほど！NABARI（2012年4月 - 2013年7月9日）
  - EVENING STATION 83.5（2013年7月23日 - 2015年9月28日）
    - HOLIDAY GOING - 当番組の祝日版。
- FMちゃお
  - Smile Radio!（2011年9月 - 2012年9月）
  - はっぴいサタデー（ - 2013年9月28日）
  - サタデーちゃお'S Bパート（2013年9月7日）[7]
  - はっぴいくれよん ニュース・天気予報（代理）（2014年4月30日）[8][9]
  - サタデーちゃお'S（2013年10月5日 - 2015年7月）[10]
  - ハミダシラヂヲ（代理）（2016年11月26日）
- FM PiPi
  - Be♡Together（2012年12月4日）[11]
- フレンズFM
  - いぶちゃんのイブニングコール（2013年2月26日）
- NOAS FM
  - 田中アイのHappy Journal（2015年5月21日）
- FM-Hi!
  - ひるラジ！静岡情報館（2015年10月30日・2016年6月17日・2016年12月9日）

### CM
- ならどっとFM
  - サイマル放送1周年記念プレゼント
  - 奈良マラソン2014・2015・2016
- FMちゃお
  - 第36回河内音頭祭り

### インターネット
- ならまちわいがやTV 『奈良マラソンへ向けて!』 2012年

## 不定期番組
- ならどっとFM
  - ピックアップセレクション[12]
  - サウンドアルバム

## 司会
- ぼよよん共和国 in 南港音楽祭 中西圭三 東日本大震災支援チャリティーライブ（2011年9月17日）
- 八尾ロボットフェア（2013年 - ）[13][14]
- もちいどの商店街チャリティイベント
- バサラ祭り（2015年 - ）
- 県民きらめきステージ（奈良・大和郡山）（2014年11月8日・2015年11月・2016年11月7日）
- 平城京天平祭（2016年5月4日）
- 奈良県大芸術祭 太鼓パフォーマンスパレード（2016年9月4日）
- 春日野音楽祭（2016年9月19日）
- 梅乃宿FRUTASスパークリング アンバサダー 就任発表会＆試飲会（2016年10月6日）
- 馬見フラワーフェスタ（2016年10月10日）
- 氷置晋 新曲発表会（2016年10月12日）
- 奈良FB交流会（2016年11月20日）

## その他
- ぱ～ぷる（2013年9月号）
- 奈良マラソンガイドブック（2012年・2013年）
- 奈良学園 キャリア支援『人と関わる力』リーダー
- フリーペーパーnava（2013年8月10日号）[15]
- KANA-BOON「TIME」リリースコメント[16]
- 784press
- 第一学院高等学校　講演
- 富雄中学校　講演